# Filomela

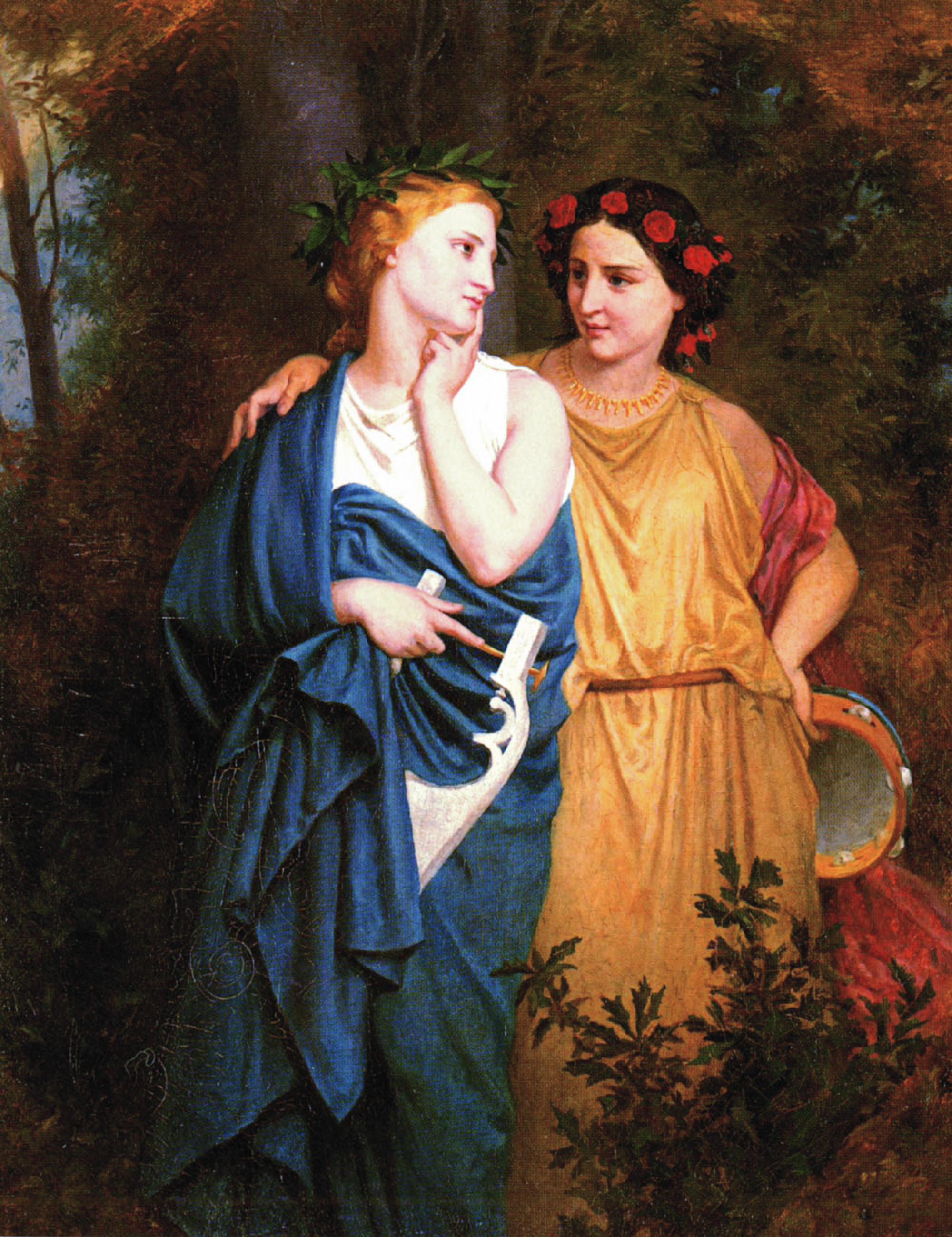
Pintura a óleo "Philomena e Procne" da autoria de Elizabeth Jane Gardner Bouguereau

Filomela  (do grego antigo Φιλομήλα, 'amante do canto', de φιλος, translit. philos: 'amante, amiga'; e μελος, translit. melos: 'canto'.), às vezes chamada incorretamente de Filomena, é uma figura da mitologia grega, filha de Pandião I, rei de Atenas.

## O mito
Filomela foi violentada por seu cunhado, Tereu, rei da Trácia, casado com sua irmã, Procne. Para impedir Filomela de denunciar a violência sofrida, Tereu corta-lhe a língua. Apesar disso, Filomela consegue informar sua irmã sobre o acontecido, bordando uma mensagem numa tela. Ao saber do crime do marido, Procne mata o filho do casal, Ítis, e serve sua carne a Tereu.
Para escapar da perseguição de Tereu, as duas pedem ajuda aos deuses, que as transformam em pássaros. Filomela é transformada em rouxinol, e sua irmã, numa andorinha (em outra versão do mito, as duas espécies são trocadas); Tereu é transformado em uma poupa.